# Монтелеоне-Рокка-Дория
Монтелеоне-Рокка-Дория (итал. Monteleone Rocca Doria) — коммуна в Италии, располагается в регионе Сардиния, в провинции Сассари.
Население составляет 134 человека (2008 г.), плотность населения составляет 10 чел./км². Занимает площадь 13 км². Почтовый индекс — 7010. Телефонный код — 079.
Покровителем коммуны почитается святой Стефан Первомученик, празднование 3 августа.

## Демография
Динамика населения:

## Администрация коммуны
- Официальный сайт: